# Minihof-Liebau
Minihof-Liebau je městys v rakouské spolkové zemi Burgenland, v okrese Jennersdorf. Území obce sousedí se Slovinskem.
K 1. lednu 2014 zde žilo 1 085 obyvatel.